# 拉穆群島
2°06′12″S 41°01′14″E / 2.10333°S 41.02056°E

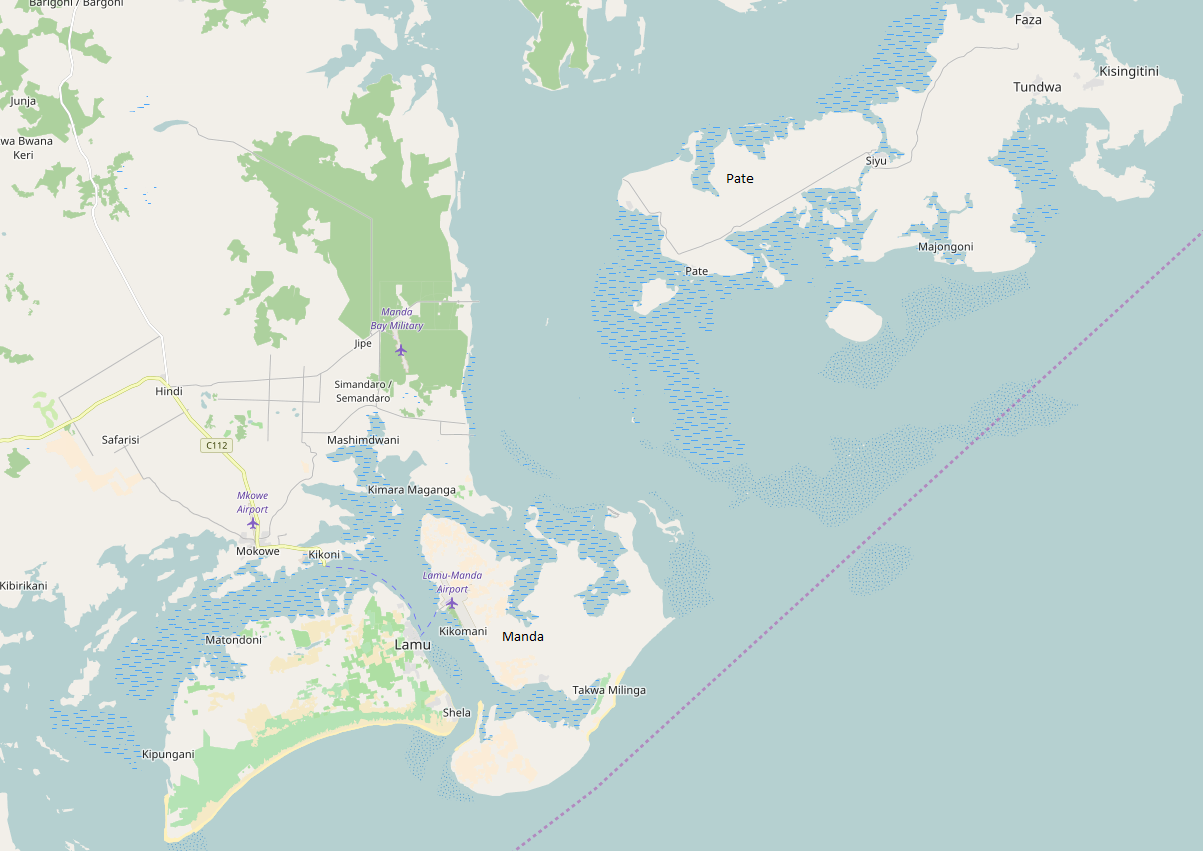
拉穆群島

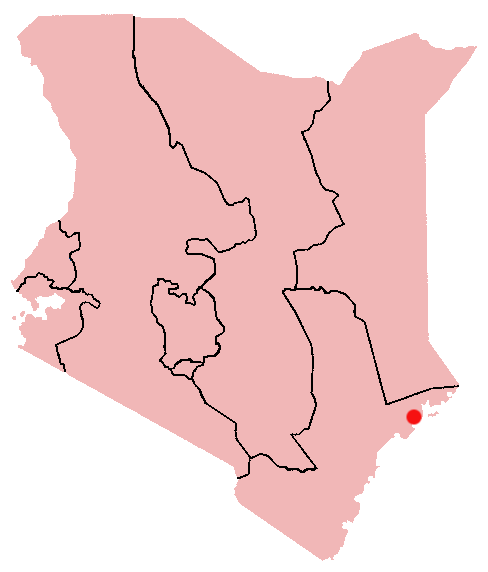
在肯亞的位置

拉穆群島（Lamu Archipelago）是印度洋群島，位於東非國家肯亞北岸，毗鄰與索馬里接壤的邊境，由5個島嶼組成，拉穆島上的拉穆鎮已列入聯合國教科文組織世界遺產名錄。